# Shan State National Army

Fahne der SSNA

Die Shan State National Army (SSNA), auch SSA Central genannt, ist eine bewaffnete Gruppe in Myanmar, die sich für die Autonomie des Shan-Staates einsetzt. Teile der SSNA halten sich an einen Waffenstillstand mit der birmanischen Militärregierung, dem Staatsrat für Frieden und Entwicklung (SDCP), andere wurden entwaffnet. Ein großer Teil führt einen bewaffneten Kampf unter Führung der SSA-S, der Shan State Army-South.

## Geschichte
Die SSNA entstand am 7. Juli 1995 nach einer Rebellion in der MTA Mong Tai Army, siehe Muang Tai Army. Die Rebellen unter Colonel Kan Yod und Dae Wain behaupteten, es gehe dem Führer der MTA, Khun Sa nur um das Drogengeschäft, und das Leiden der Zivilbevölkerung im Kampf gegen das myanmarische Militärregime sei ihm egal. Etwa 8000 Kämpfer zogen sich von dem MTA-Hauptquartier Ha Mong nach Hsipaw zurück. Von diesem Schlag erholte sich die MTA nicht mehr. Ende 1995 wurde ein Waffenstillstand zwischen dem SPDC (dem Staatsrat für Frieden und Entwicklung) und der SSNA geschlossen.
Im Jahre 2005 forderte die SPDC die Entwaffnung von Kämpfern der SSNA. Die SSNA sollen sich aus Gebieten zurückziehen und die Kontrolle der birmanischen Armee überlassen. Daraufhin hob Col. Sai Yi das Waffenstillstandsabkommen von 1995 auf. Er und etwa 5000 bis 6000 Kämpfer schlossen sich den Truppen der SSA-S Shan State Army-South von Col. Yawd Serk an.

## Brigaden
Die 1. Brigade wurde entwaffnet.
Die 6. Brigade kämpft auf Seiten der SSA-S.
Die 9. Brigade kämpft auf Seiten der SSA-S.
Die 11. Brigade unter U Kanna wurde entwaffnet.
Die 16. Brigade kämpft auf Seiten der SSA-S.
Die 19. Brigade hält sich an Waffenstillstand.